# Histoire du Siam pendant la Première Guerre mondiale
Le Siam (actuelle Thaïlande) n'avait pas d'enjeux dans la Première Guerre mondiale, mais il y a participé à partir de juillet 1917 pour des raisons d'opportunité. Entrée en guerre aux côtés des alliés, son armée s'est emparé de navires allemands et un petit corps expéditionnaire a été envoyé en Europe. Cette action lui a permis de figurer parmi les vainqueurs de la guerre au traité de Versailles et les fondateurs de la Société des Nations, améliorant notablement son statut international.

## Contexte

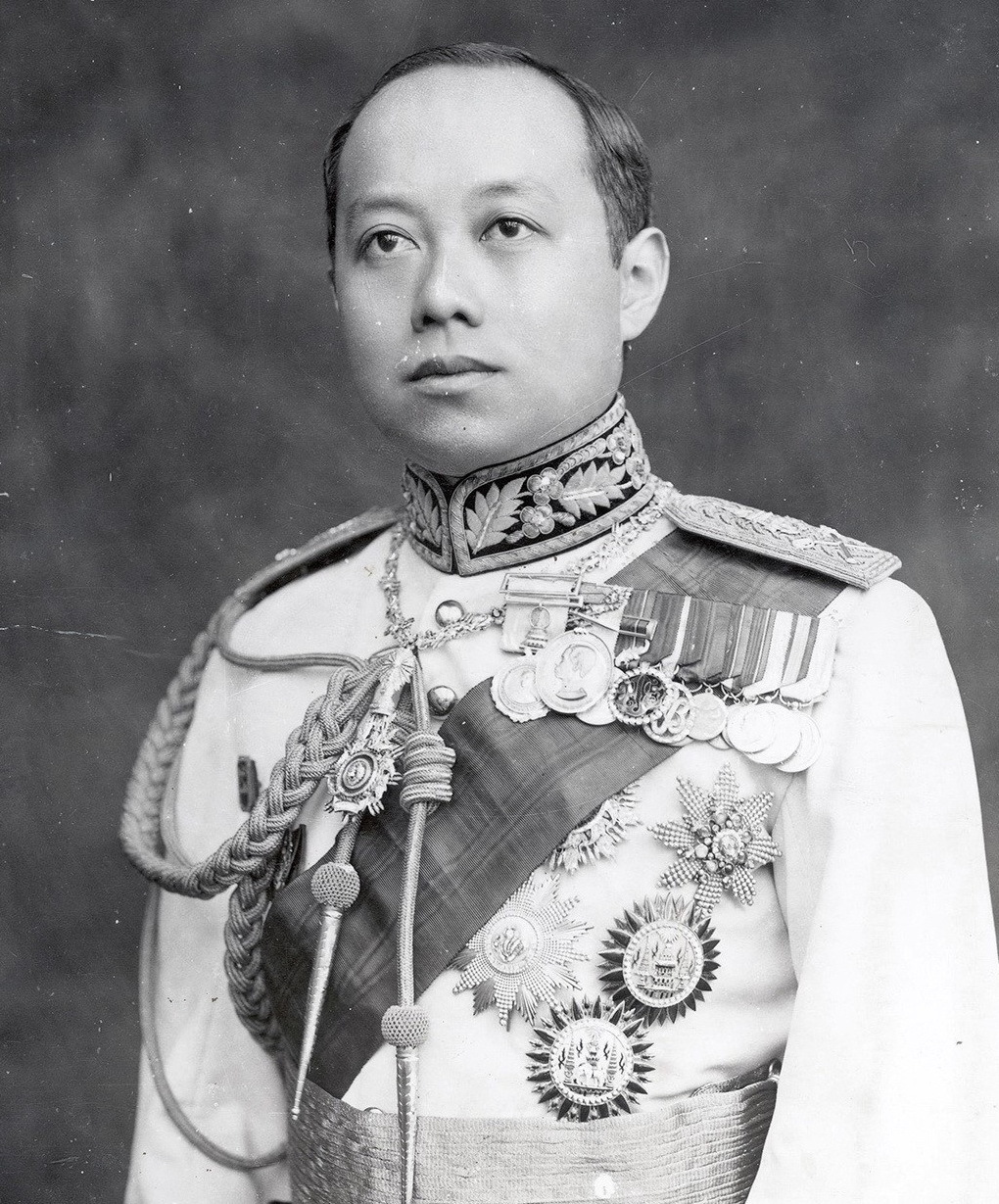
Photo de Rama VI (date inconnue).

Lorsque le président des États-Unis Woodrow Wilson déclara la guerre à l'Allemagne en avril 1917, il était clair que l’entrée en guerre des Américains aux côtés de l’Entente rompait l'équilibre au détriment des puissances centrales (Empire allemand, Autriche-Hongrie, Bulgarie et Empire ottoman).
Resté à l'écart du conflit, le roi Vajiravudh (Rama VI) examina les opportunités que celui-ci lui offrait. Bien que le Siam soit resté neutre depuis le début de la Première Guerre mondiale en août 1914 et que le pays jouisse de relations amicales avec l'Allemagne, Rama VI trouva avantageux de lier son sort à celui des puissances alliées.
Le monarque était convaincu que la participation du Siam serait « une excellente occasion pour nous d'obtenir l'égalité avec les autres nations », le Siam ayant souffert des visées impérialistes tant des Britanniques (cession de quatre provinces du Sud par le traité anglo-siamois de 1909) que des Français avec la perte du Laos et du Cambodge.
En outre, le Siam ayant été contraint d'accepter des droits d’extraterritorialité pour les citoyens de pays comme la France, la Grande-Bretagne et les États-Unis, le roi Rama VI espérait que la participation siamoise à la guerre permettrait une révision de ces traités inégaux.

## Intervention

Drapeau de guerre siamois créé pour le conflit (recto).

Drapeau de guerre siamois créé pour le conflit (verso).

Le 22 juillet 1917, malgré les réticences de certains membres du gouvernement royal, le roi Vajiravudh (Rama VI) déclara la guerre à l'Allemagne et à l'Autriche-Hongrie, le Siam saisissant immédiatement et, plus tard, conservant à titre de dommages de guerre onze navires appartenant à la compagnie Norddeutscher Lloyd (NDL).
- Bangkapong, construit en 1903, rebaptisé Han Thale (455 tonneaux) ;
- Chantaboon, construit en 1908 (421 tonneaux) ;
- Chiengmai, construit en 1907, rebaptisé Doen 0Samudi (1 815 tonneaux) ;
- Deli, construit en 1900, rebaptisé Den Samud (1 394 tonneaux) ;
- Kohsichang, construit en 1894, rebaptisé Sri Samud (2 043 tonneaux) ;
- Menam, construit en 1906, rebaptisé Thon Thale (464 tonneaux) ;
- Patani, construit en 1907, rebaptisé Thong Samudi (1 819 tonneaux) ;
- Patriu, construit en 1903, rebaptisé Leu Thale (445 tonneaux) ;
- Petchaburi, construit en 1906, rebaptisé Kaeo Samud (2 191 tonneaux) ;
- Samsen, construit en 1902, rebaptisé Pin Samud (1 632 tonneaux) ;
- Pitsanulok, construit en 1901, rebaptisé Phan Samudh (2 019 tonneaux).

Le Siam envoya en Europe une petite force expéditionnaire, sous le commandement du général Phya Pijaijarnrit (par la suite promu au grade de lieutenant-général et connu sous le nom de Phya Devahastin). Elle était composée de 1 284 volontaires et comportait un détachement de 95 pilotes du corps aérien, un contingent du corps des transports, une unité médicale et une de maintenance engagée avec les forces britanniques et françaises sur le front occidental.
Le corps expéditionnaire siamois débarqua à Marseille le 30 juillet 1918 et le personnel de l’armée de l'air commença à se former dans les Écoles française de pilotage d’Avord et d'Istres. Plus de 95 hommes furent brevetés pilotes et certains furent envoyés à l’École de bombardement du Crotoy, à l’École de reconnaissance de La Chapelle-la-Reine, à l’École de tir de Biscarrosse, et à l’École de chasse de Poix. Selon certaines sources, les pilotes effectuèrent leurs premières sorties dans les dernières semaines de la guerre, bien que d'autres soutiennent que les Siamois ont terminé leur formation trop tard pour y participer.
L'unité médicale comprenait des infirmières; elles furent, selon des sources thaïlandaises, les seules femmes à servir dans les tranchées du front occidental.

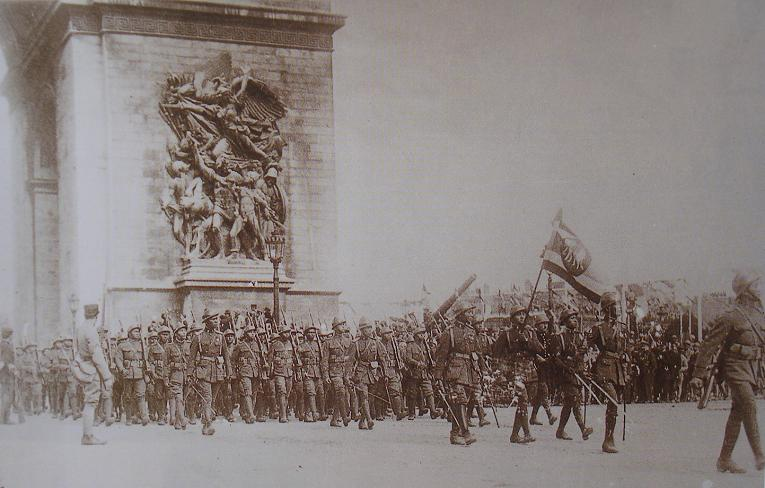
Défilé du contingent siamois à Paris le 14 juillet 1919.

Le contingent siamois participa au défilé de la Victoire à Paris le 14 juillet 1919 et fut de retour au Siam le 21 septembre 1919.
Un mémorial fut érigé en l'honneur du corps expéditionnaire à Bangkok, sur Sanam Luang (à l’angle près du musée national). Y figurent les noms des 19 soldats tués sur le front occidental. Un mémorial individuel (Sergent Major Charern Pirod) existe aussi dans l’enceinte du poste de police de Den Chai (province de Phrae).

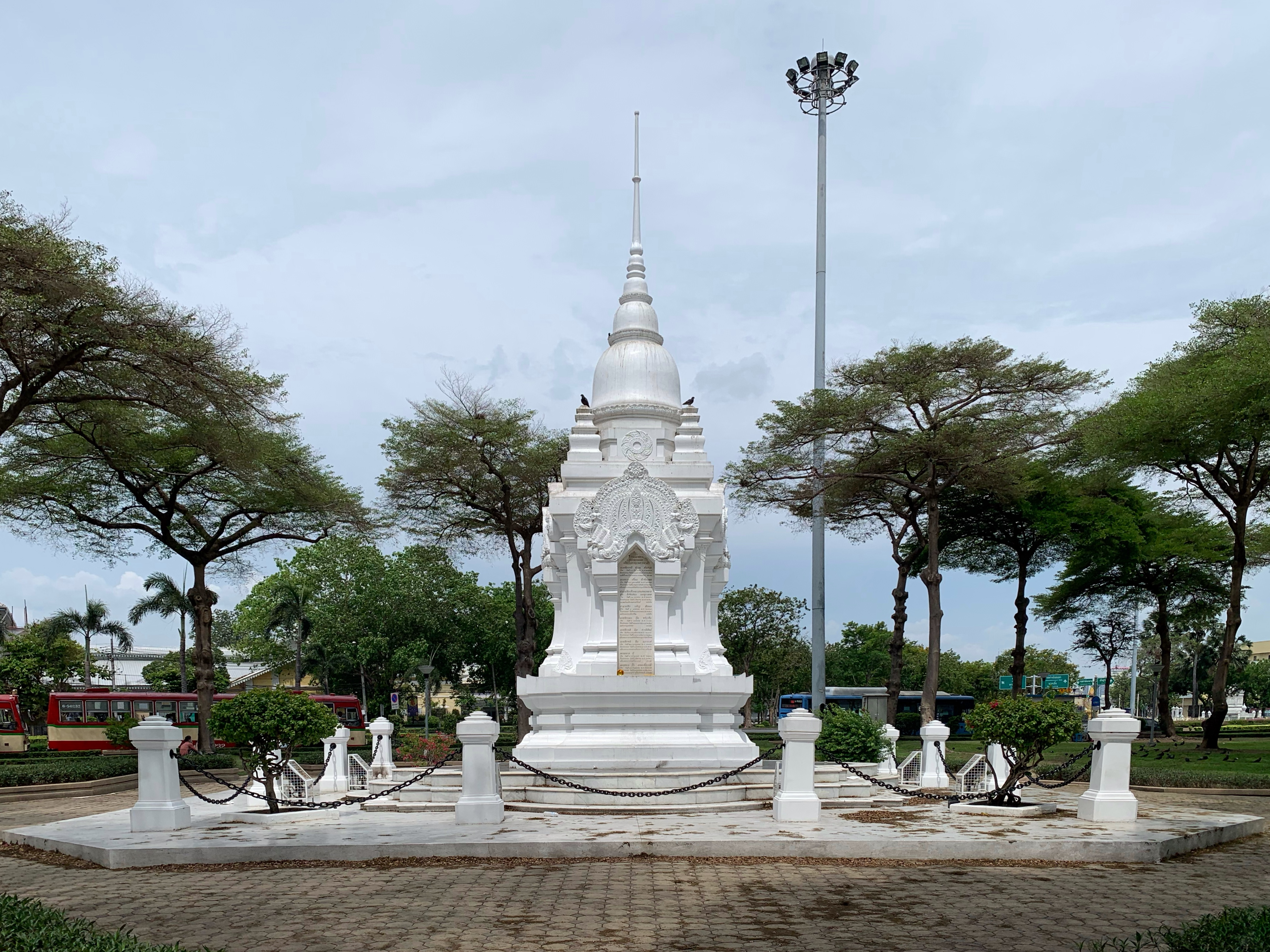
Monument aux morts à Bangkok.
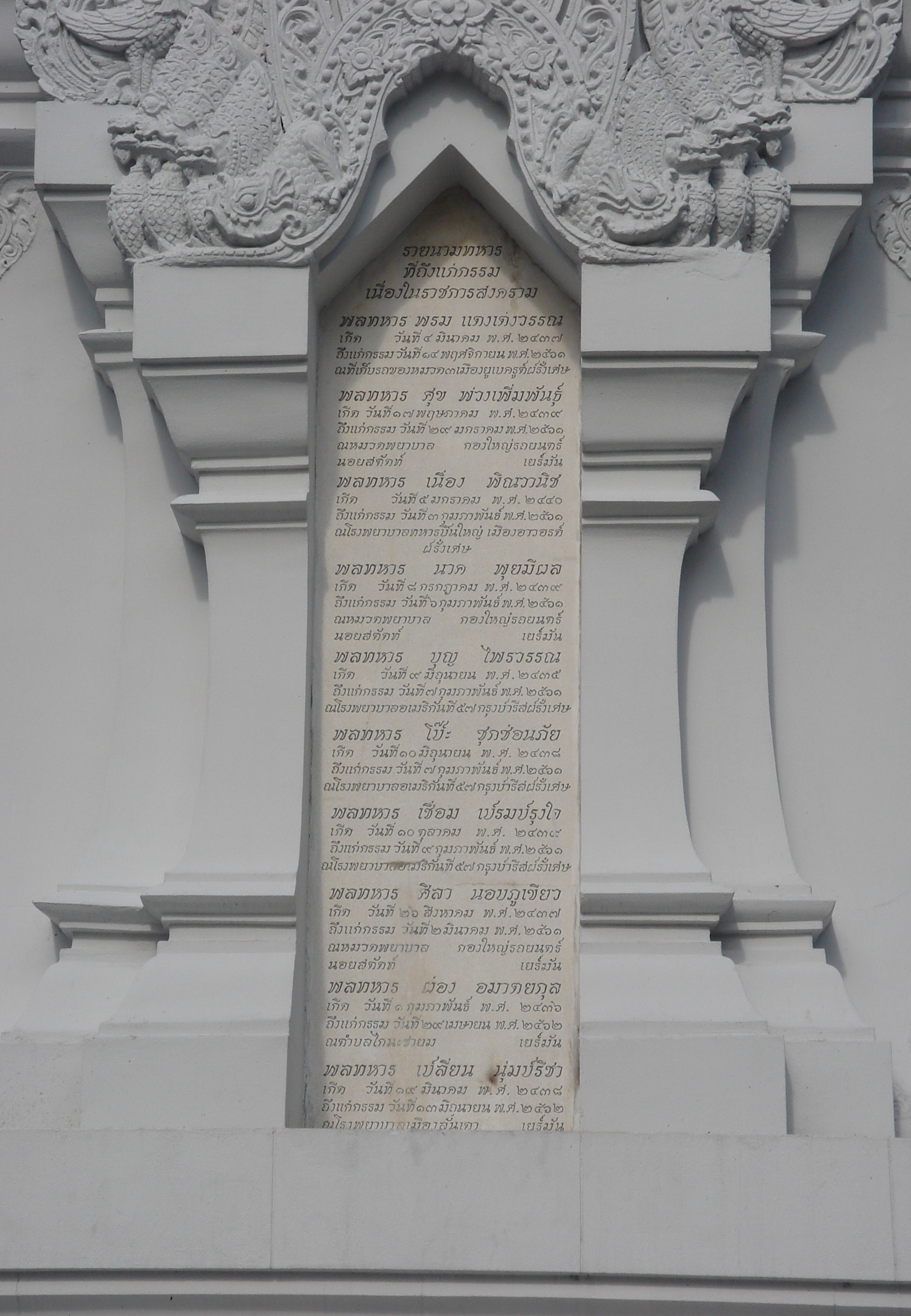
Détail du mémorial de Bangkok.
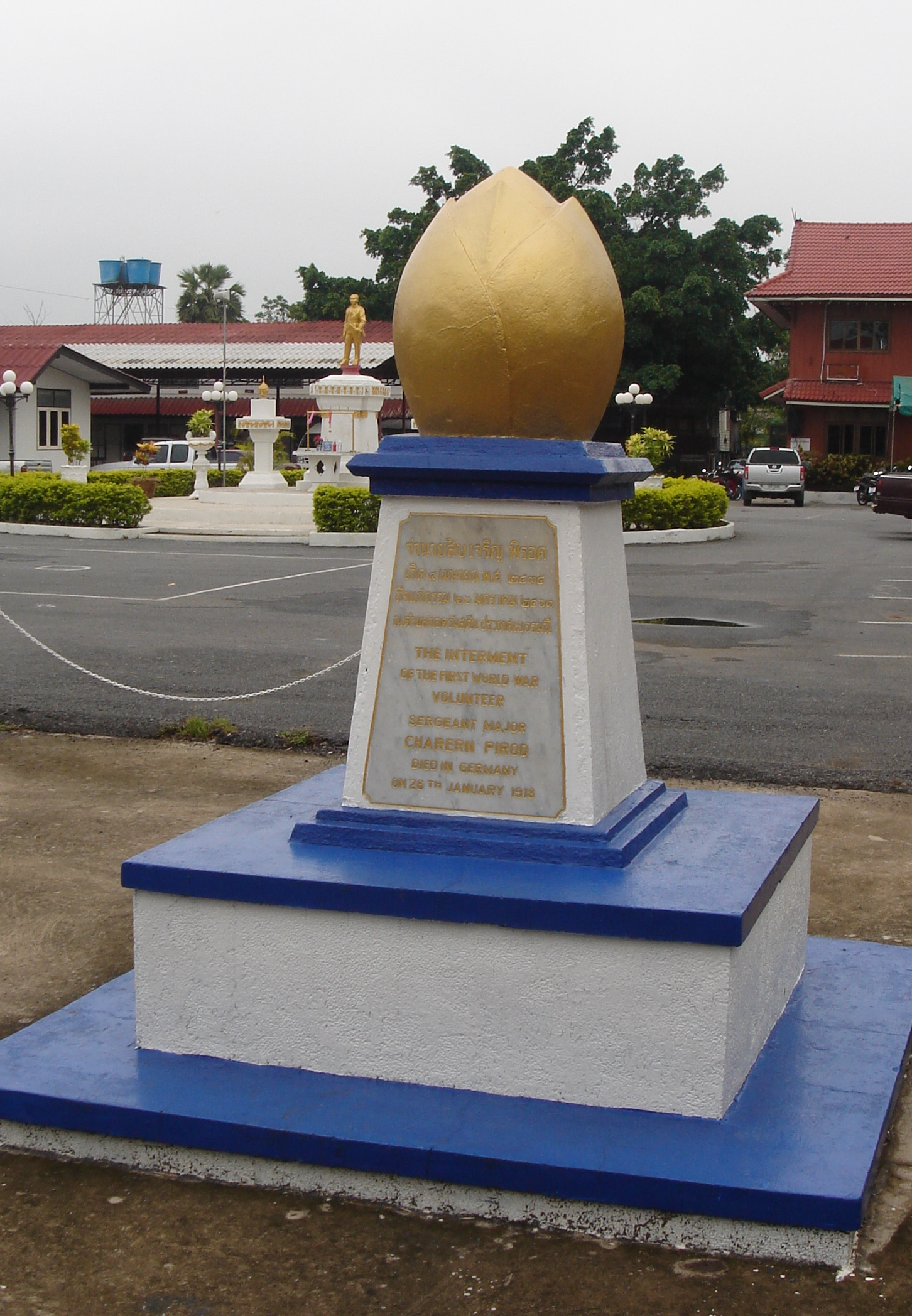
Mémorial du Sergent Major Charern Pirod.

## Conséquences
Le Siam a participé à la rédaction du traité de Versailles (les articles 135, 136 et 137 du traité de Versailles lui sont consacrés).

### Droits et intérêts allemands outre-mer – Section III – Le Siam
Article 135
L'Allemagne reconnaît que tous les traités, conventions et accords entre elle et le Siam, ainsi que tous les droits, titre et privilèges dérivés de là, y compris toutes les droits de juridiction extraterritoriale, ont pris fin à compter du 22 juillet 1917.
Article 136
Toutes les marchandises et biens situés au Siam appartenant à l'Empire allemand ou autre État allemand, excepté les lieux utilisés en tant que résidences ou bureaux diplomatiques ou consulaires, passent dès à présent et sans compensation au gouvernement siamois. Les marchandises, les biens et les droits privés des ressortissants allemands au Siam seront traités selon les dispositions de la partie X (clauses économiques) du présent Traité.
Article 137
L'Allemagne renonce à toutes réclamations contre le gouvernement siamois en son nom ou celui ses ressortissants, réclamations concernant la saisie ou la condamnation des bateaux allemands, la liquidation des propriétés allemandes, ou l'internement des ressortissants allemands au Siam. Cette disposition n'affectera pas les droits des parties intéressées quant au montant de l’indemnisation d'une telle liquidation, montant qui sera régi par les dispositions de la partie X (clauses économiques) du présent Traité.

### Autres bénéfices
En janvier 1920, le Siam fut un des membres fondateurs de la Société des Nations.
Le 1er septembre 1920, la décision du roi Vajiravudh d'entrer en guerre se trouva justifiée lorsque les États-Unis abandonnèrent leurs droits d’extraterritorialité. Après cinq ans de négociations, la France a renoncé à ces mêmes droits en février 1925 et la Grande-Bretagne en juillet de la même année.